# Правило Гневишева—Оля

Рис. 1. Ілюстрація ПГО. Абсциси та ординати синіх точок відповідають потужностям першого та другого циклу у відповідних парах, пунктирні червоні лінії — лінійні регресії (з лівої регресії виключена пара «4, 5»). Коефіцієнт кореляції для парно-непарних пар (ліва панель) — R=0.91, а для непарно-парних пар (права панель) — R=0.41

Правило Гневишева—Оля (ПГО) — емпірична закономірність, що пов'язує характеристики сусідніх 11-річних циклів сонячної активності. Відповідно до ПГО, суми середньорічних чисел Вольфа за цикл (так звані «потужності циклів») для циклів з парними номерами добре корелюють з потужностями наступних непарних циклів, при цьому кореляція між потужністю непарних циклів і наступних парних невисока (див. рис. 1). ПГО було вперше відзначено та проаналізовано у 1948 році радянськими астрономами Мстиславом Гнєвишевим та Олександром Олем. Іноді використовують спрощене, менш строге формулювання правила: потужності непарних циклів перевищують потужності парних циклів, що їм передують (рис. 2).

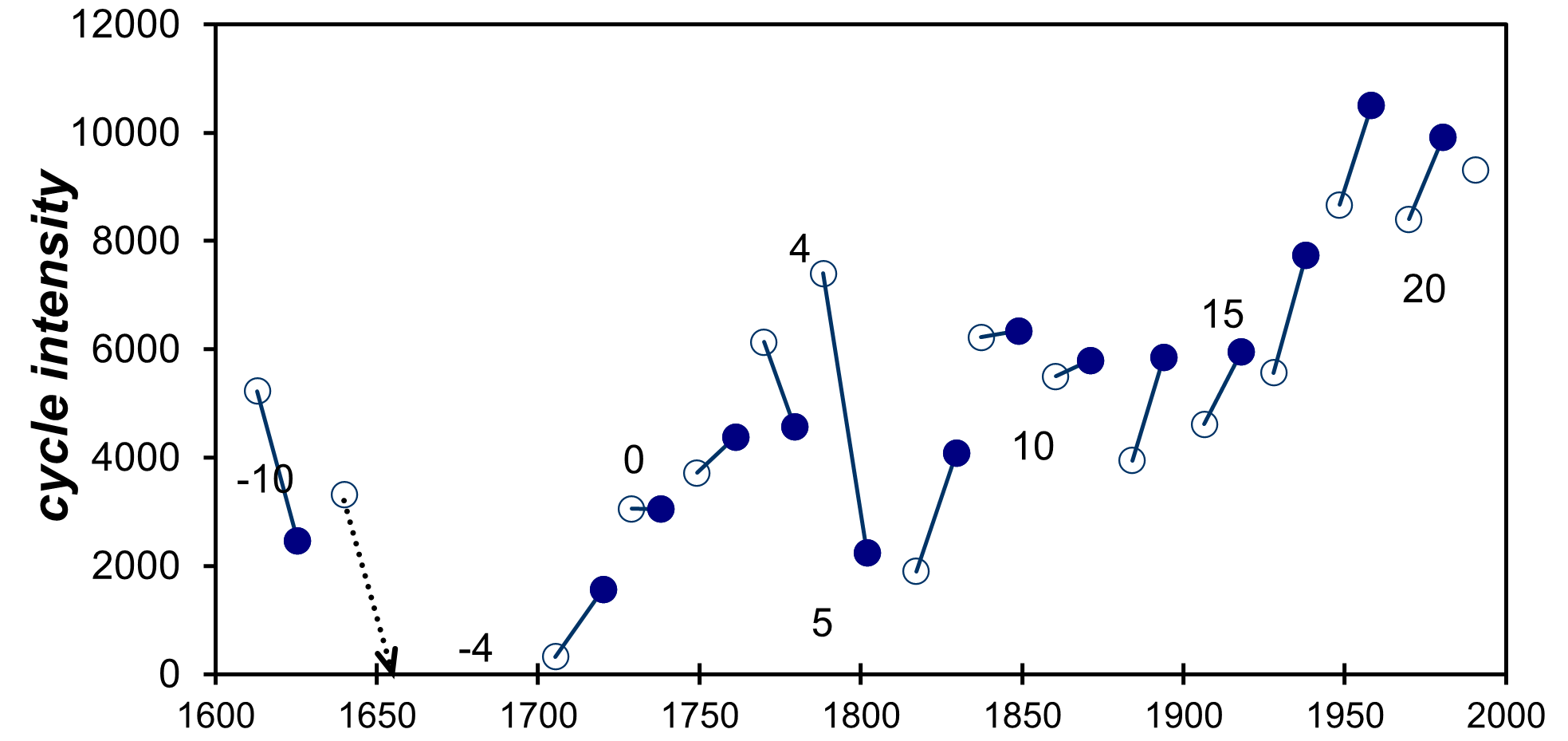
Рис. 2. Ілюстрація спрощеного ПГО, яка зображує потужності сонячних циклів у парах. Парні сонячні цикли — світлі точки, непарні — темні. ПГО проявляється в тому, що зв'язуючі пари лінії в більшості випадків спрямовані вправо та вгору. Видно порушення ПГО у циклах «2, 3» та «4, 5»

У сонячній фізиці прийнято об'єднувати 11-річні цикли в пари загальною тривалістю близько 22 років, протягом яких глобальне магнітне поле Сонця двічі змінює знак і тим самим повертається до свого первісного стану («22-річний цикл»). У світлі цього ПГО вказує на те, що природно поєднувати для цього парний 11-річний цикл з наступним непарним, створюючи тим самим пари з високою кореляцією між потужностями компонентів. При цьому кореляції між потужностями сусідніх 22-річних циклів не такі високі.
Фізичні механізми, що пояснюють ПГО, поки незрозумілі.
В окремих випадках ПГО не виконується. Зокрема, воно порушувалося наприкінці XVIII століття, у мінімумі Дальтона. Такого порушення можна уникнути, припустивши, що ряд чисел Вольфа для XVIII та початку XIX століття містить помилки, та аномально довгий цикл 4 насправді складається з двох послідовних сонячних циклів укороченої довжини. Однак не всі дослідники згодні з тим, що гіпотеза про «втрачений цикл» виправдана.